# Якобус Корнеліус Каптейн
Яко́бус Корне́ліус Капте́йн (нід. Jacobus Cornelius Kapteyn; 19 січня 1851, Барневелд, Нідерланди — 18 червня 1922, Амстердам) — нідерландський астроном, відомий тим, що провів великі дослідження Чумацького Шляху і знайшов докази обертання галактик. Каптейн також був одним з перших, хто ще в 1922 р. припустив існування темної матерії на підставі зоряних швидкостей.

## Життєпис

### Ранні роки і сім'я
Каптейн народився в містечку Барневелд у Нідерландах у багатодітній родині шкільного вчителя Герріта і Елісабет Каптейнів, був одним з 15 дітей. Багато Каптейнів мало талант у галузі математики й фізики. Склав вступні іспити в університет склав у віці 16 років, але батьки дозволили йому поїхати на навчання тільки наступного року. У 1868 році розпочав навчання в Утрехтському університеті, де вивчав математику і фізику. Навчався дуже добре і закінчив університет з відзнакою magna cum laude, що заклало фундамент його кар'єри.. Тема його дипломної роботи — коливання мембрани.
У 1879 році одружився з Катаріною Елізабет Калсховен; в їхній сім'ї народилися дві дочки і син.

### Кар'єра
У 1875 році прийнятий на роботу астронома-спостерігача в Лейденську обсерваторію, а через три роки, у 1877 р., завдяки новому закону про вищу освіту став першим професором астрономії та теоретичної механіки Гронінгенського університету. Також у Гронінгені в 1896 р. заснував Астрономічну лабораторію і став її директором. Не маючи коштів на будування обсерваторії і придбання телескопа, присвятив кілька років теоретичним дослідженням разом зі своїм братом Віллемом Каптейном — професором математики.
У 1886 —1900 рр. Каптейн, не маючи своєї обсерваторії, зголосився допомогти шотландському астрономові Девіду Ґіллу (1843—1914), директору Кейптаунської обсерваторії на мисі Доброї Надії (Південна Африка), який у той час проводив систематичне фотографування всього південного неба, робити виміри фотографічних платівок. Ґілл прийняв пропозицію, і фотопластинки стали пересилатися до Гронінгена, де Каптейн зайнявся їхнім вивченням, вимірюючи положення і яскравість зірок за допомогою спеціального паралактичного інструмента власної конструкції. У підсумку цієї роботи в 1896—1900 рр. він опублікував тритомний «Капський фотографічний огляд» (Cape Photographic Durchmusterung), оглядовий каталог зір Південної півкулі, який містить положення й величину 454 875 зір. За цей він був удостоєний Золотої медалі Лондонського королівського астрономічного товариства. Під час виконання цієї роботи, у 1897 році, Каптейн відкрив зорю Каптейна, яка мала найбільший власний рух з усіх відомих у той час зірок. Зараз за цим показником вона перебуває на другому місці — після зорі Барнарда.
У 1902 році Каптейн уперше кількісно оцінив зміни просторової щільності зірок з відстанню залежно від їхньої істинної світності і таким чином отримав функцію світності зірок. У 1904 році висунув теорію, згідно з якою рухи зірок одна щодо одної («пекулярні рухи») не безладні, як тоді вважалося, а вказують на наявність двох протилежно спрямованих потоків зір. Згодом з'ясувалося, що дані Каптейна були першим доказом обертання нашої Галактики (припущення про існування такого обертання висловив М. А. Ковальський у 1859 році), що в підсумку привело Б. Ліндблада і Я. Г. Оорта до відкриття галактичного обертання в 1926—1927 роках. Хоча сам Каптейн не зміг правильно пояснити виявлені ним особливості зоряних рухів, його відкриття стимулювало розвиток сучасної астрономії.
У 1906 році Каптейн запустив план широкомасштабного вивчення розподілення зір у Галактиці за допомогою обрахунку числа зір у різних напрямках. План передбачав виміри видимої величини, спектрального типу, променевої швидкості і власного руху зір у 206 зонах, рівномірно розподілених по всьому небу («план обраних майданчиків Каптейна»). Цей величезний міжнародний проєкт був першим скоординованим статистичним аналізом в історії астрономії, залучивши працю більш ніж 40 різних обсерваторій. Проведені за цим планом дослідження відіграли важливу роль у вивченні будови й динаміки нашої Галактики.
Пішовши у відставку в 1921 році у віці 70 років, Каптейн на запрошення свого колишнього студента, директора Лейденської обсерваторії Віллема де Сіттера повернувся в Лейден. Опублікував роботу «Перший досвід теорії будови та утворення зоряної системи» (1922), в якій запропонував модель Галактики у вигляді сплюсненого еліпсоїда обертання діаметром 40 тисяч світлових років, зі щільністю зірок, убутною до периферії і з Сонцем майже в середині еліпсоїда, на відстані всього 2000 світлових років від його центру («Всесвіт Каптейна»). На жаль, Каптейн, як і його колеги, недооцінював роль міжзоряного поглинання світла. У 1930 Р.Дж. Трюмплер (1886—1956) довів, що міжзоряне поглинання настільки велике, що повністю приховує від нас далекі частини галактичного диска. Насправді Сонце виявилося віддалено на 25 тисяч світлових років від центру Галактики, а сама вона має діаметр близько 100 тисяч світлових років.
Помер Каптейн в Амстердамі 18 червня 1922.

## Пам'ять
На честь Каптейна були названі астрономічний інститут при Гронінгенському університеті; одна з вулиць Гронінгена також носить його ім'я (нід. J.C. Kapteynlaan). Один з телескопів ньютонівської групи названий Телескопом Якобуса Каптейна (англ. Jacobus Kapteyn Telescope, JKT) на його честь.
Іменем Каптейна названий кратер на Місяці і астероїд 818 Каптейнія. Також на його честь названа зірка 8,8 величини BD −45° 1841, що віддаляється від нас зі швидкістю 245 км/с (більше, ніж швидкість обертання Галактики).